# Sunčeve elektrane Gudžarat
Pod nazivom „Solarni park Gudžarat“  obuhvaćamo sve solarne elektrane u indijskoj pokrajini Gudžarat (eng. Gujarat). To čini tu pokrajinu mjestom s najvećom koncentracijom solarnih elektrana  u Aziji, ali i u svijetu. Potvrda o završetku je izdana 19. 04. 2012. godine, za 605 MW, koje obuhvaćaju dijelove koje su već u funkciji, a 856.81 MW je bilo dovršeno krajem ožujka 2013. godine. U vrijednosti od 10 milijardi dolara kojeg pokreće indijska Vlada, skromni cilj u okviru istog projekta treba biti povećan čak do 3000 MW. Projekt je  financiran od dobrotvorne organizacije osnovane od strane bivšeg američkog predsjednika Bill Clinton-a. Clintonova Zaklada je pomogla u pronalaženju proizvođača solarnih termalnih uređaja i generatora te u omogućavanju pristupa međunarodnim financijama, dok je Indija ulagala u infrastrukturu. Za projekt koji bi trebao biti dovršen u razdoblju od 5 godina osigurat će se prostor veličine 10.000 hektara raširen na tri lokacije unutar područja od 150 kvadratnih kilometara.  
Sami parkovi solarnih postrojenja pokrivaju površinu od oko 5000 hektara, područje uglavnom u neplodnoj pustinji, idealnom mjestu za iskorištavanje solarne energije. Specifično je to da se za proizvodnju električne energije koristi hibridni generator koji može iskorištavati i solarnu energiju i prirodni plin, što znači da za sunčanog vremena energija proizvodi iskorištavanjem energije Sunca, a u slučaju nepovoljnih vremenskih prilika prirodni plin kojeg u tom području ne nedostaje. Važno je spomenuti smanjenje emisije ugljičnog dioksida više od 8 milijuna tona godišnje, kao i mogućnost zapošljavanja više od 20.000 ljudi.
Da bi taj projekt bio izvršen u roku te da ne bi došlo do neželjenih mogućih problema, Zavod za energetska istraživanja u Gudžaratu i Institut za upravljanje je organizirao u sklopu projekta odmah na početku program trodnevnog usavršavanja svojih radnika. Sam cilj te ideje jest razvijanje potrebnih vještina kako bi se budući zaposlenici mogli u kratkom roku kvalificirati za taj posao. Program pokriva vještine iz područja elektrotehnike, solarne tehnologije, sigurno korištenje alata za izgradnju elektrane. Vježbenicima je bila dana prilika i da provedu potrebno vrijeme na solarnoj elektrani Gandhinagar snage 1 MW  sveučilišta Pandit Deendayal Petroleum da se bolje upoznaju s takvom vrstom postrojenja.
Danas je instalirano otprilike 1.000 MW solarnih elektrana, ali Indija u planu ima puno veći projekt nego što je do sada izgrađeno te možemo reći da su solarne elektrane u Gudžaratu tek početak nečeg velikog. Indijsko ministrarstvo novih i obnovljivih izvora energije izjavilo je da je kancelarija premijera već odobrila plan kojim bi se sušna područja pokrajni Radžastana i Gudžarata pretvorila u velike solarne parkove.
Izgradnjom solarnih elektrana na tim područjima bi se moglo proizvesti do čak 300.000 MW električne energije. Prema podacima iz 2012. godine, taj iznos je sveukupna potrošnja električne energije u Indiji za tu godinu. Indija želi biti u mogućnosti da proizvodi 20.000 MW električne energije pomoću solarnih elektrana te joj je u planu to izvesti do 2020. godine. U tom planu Gudžarat se čini kao najveći suradnik.
Trenutno se u Indiji za proizvodnju električne energije uglavnom koriste elektrane na ugljen, ali zbog nedovoljno sirovine cijela država je suočena s čestim nestašicama električne energije. Više od trećine indijskog stanovništva, oko 400 milijuna, još danas nema u svojim domaćistvima pristup električnoj energiji, što znači da u urbanim područjima oko 6% stanovnika nije spojeno na elektroenergetsku mrežu, a u ruralnim više od 40%.
Solarni park se prostire duž cijele pokrajine, a čine ga 30 solarnih elektrana različitih snaga, od 1 MW do 500 MW.

## Clintonova zaklada
Clinton Climate Initiative (CCI), organizacija bazirana prema zakladi William J Clinton Foundation je sklopila sporazum na "Memorandumu razumijevanja" s vladom Gudžarata radi izgradnje solarnih parkova u Gudžaratu. Prema sporazumu, koji se održao 2009. godine, svaki park za sebe funkcionira kao zona proizvodnje električne energije solarnom energijom u razmjeru snage od 3.000 MW s objektima proizvodnje. Vlada je potpisala da će dati zemlju, prostor za izgradnju, te omogućiti infrastrukturu sve to u koordinaciji sa zakladom. U izgradnju projekta su pozvane sve svjetske i lokalne kompanije koje su kvalificirane za izgradnju solarnih elektrana. Električna energija proizvedena ovim putem se šalje u mrežu te ju država otkupljuje. 
Gudžarat je prva pokrajinau Indiji te zauzima četvrto mjesto u svijetu što se tiče izgradnje posebnom odjela za klimatske promjene i proizvodnje električne energije preko obnovljivih izvora energije. Investicija od 10 milijardi američkih dolara je omogućila 20.000 radnih mjesta a broj i dalje raste jer projekt zelene energije nije stao. Prema današnjim podacima emisija CO2 u tim prostorima zbog solarnih parkova je reducirana za 5,2 miijuna tona godišnje. 
Solarni parkovi smanjuju troškove prozvodnje električne energije takvim načinom iz razloga što je ta vrsta proizvodnje puno ekonomičnija i jeftinija od elektrana čiji izvor energije nije definiran kao obnovljiv. Solarne elektrane su isplativije jer kada se jednom instaliraju i kada se u njih u početku investira trošak koji slijedi prati iznos nula. Gorivo koje koriste solarne elektrane po definiciji i nije gorivo nego energija, a besplatna je jer ju direktnim putem dobivamo od Sunca. Jedini trošak koji takva vrsta elektrane može imati jest redovan servis i popravci zbog mogućih oštećenja.

## Dobra strana "Solar Boom" izazova
Za vrijeme izgradnje solarnog parka, vlada Gudžarata je odredila tarifu od RS 15 po kWH, to jest oko 0.24 američkih dolara po kWh za prvih 12 godina i Rs 5 (0.08 USD) za idućih 13 godina za elektrane s fotonaponskim ćelijama instalirane prije veljače. Što znači da je ta cijena manja nego ponuđena cijena Jawaharlal Nehru National Solar Mission koji je ponudio Rs 17 (0.272 USD) po jedinici za 25 godina. Ali strategija brzih provedbenih i infrastrukturalnih odredbi vlade Gudžarat bila je uspješna te privukla više od 5.000 prijedloga i zahtjeva od stranih tvrtki za izgradnju solarnih elektrana u provinciji te ju drastično izdignula od drugih provincija po tom pitanju jer danas Gudžarat ima skoro pa tri puta više solarnih elektrana nego cijela Indija.
Veća početna tarifa privlači tvrtke te omogućuje otplaćivanje oko 800 milijuna američkih dolara u subvencionalnom smislu, ali to je mali trošak za platiti za čisti okoliš i smanjenu ovisnost o fosilnim gorivima. Porast potražnje električne energije u Indiji je u stalnom porastu te rješenje opskrbe indijska vlada vidi u solarnim parkovima. Potencijal ukupne obnovljive energije u Gudžaratu je procijenjen na 748,77 GW, od kojeg je potencijal za koncentrirane solarne elektrane procijenjen na 345 GW, a elektrane s fotonaponskim panelima, 21,36 GW, prema istraživanu Instituta za energiju i izvore energije (The Energy and Resources Institute).

## Popis elektrana u pokrajini Gudžarat
| redni broj | lokacija      | okrug         | tvrtka                                                   | nominalna snaga |
| ---------- | ------------- | ------------- | -------------------------------------------------------- | --------------- |
| 1.         | Tikar         | Surendranagar | Madhav Power                                             | 10,22           |
| 2.         | Surel         | Surendranagar | Visual Percept Solar Projects                            | 25              |
| 3.         | Patdi         | Surendranagar | Rasna Marketing Services, Dhama                          | 1               |
| 4.         | Dhama         | Surendranagar | Azure Power, Millennium Synergy and Environmental System | 9,27            |
| 5.         | Sujangadh     | Surendranagar | Louroux Bio Energies                                     | 25              |
| 6.         | Fatepur       | Surendranagar | EMCO                                                     | 5               |
| 7.         | Nani Naroli   | Surat         | GIPCL                                                    | 5               |
| 8.         | Khadoda       | Sabarkantha   | Azure Power                                              | 10,2            |
| 9.         | Bhatkota      | Sabarkantha   | Abellon Cleanenergy                                      | 3               |
| 10.        | Mervadar      | Rajkot        | GreenInfra and Ganges Entertainment                      | 10              |
| 11.        | Dhank         | Rajkot        | Ganeshvani Merchandise, CBC Solar, Aravali Infrapower    | 5-10            |
| 12.        | Bapodar       | Porbandar     | Moser Baer and Hiraco Renewable Energy                   | 15              |
| 13.        | Kerala        | Porbandar     | Hiraco Renewable Energy                                  | 20              |
| 14.        | Hilabeli      | Probandar     | GHI Energy                                               | 10              |
| 15.        | Dahisar       | Patan         | PLG Photovoltaic                                         | 20              |
| 16.        | Chadiyana     | Patan         | Lanco Solar                                              | 15              |
| 17.        | Bhardada      | Patan         | Lanco Solar                                              | 5,001           |
| 18.        | Charanka      | Patan         | Discussed above                                          | 214             |
| 19.        | Narmada Canal | Mehsana       | GSEC-Canal                                               | 1               |
| 20.        | Khirsara      | Kutch         | Welspun Urja Gujarat                                     | 15              |
| 21.        | Khisara       | Kutch         | Unity Power                                              | 5               |
| 22.        | Karmaria      | Kutch         | Sun Borne                                                | 15,401          |
| 23.        | Shilvakha     | Kutch         | Solar Semiconductor and Konark Gujarat                   | 5-20            |
| 24.        | Pratapgarh    | Kutch         | Integrated Coal Mining                                   | 9               |
| 25.        | Bhuj          | Kutch         | GMDC                                                     | 1               |
| 26.        | Bitta         | Kutch         | Adani Power                                              | 40              |
| 27.        | Shiloj        | Junagadh      | Mono Steel Solar                                         | 10              |
| 28.        | Mithapur      | Jamnagar      | Tata Power                                               | 25              |
| 29.        | Gheshpur      | Amreli        | Sunkon Energy                                            | /               |
| 30.        | Wadgam        | Anand         | Acrne Tele Power                                         | 15              |

## Solarni parkCharanka

### Smještaj i veličina
Park je smješten u pokrajini Gudžarat u sjevernom dijelu, točnije, u blizini sela Charanka, u području Patan. To je sušno i slabo naseljeno područje te je zbog toga taj kraj idealno mjesto za gradnju solarnih parkova iz razloga što ne zauzima poljoprivredno iskoristiva područja te je prisutna velika količina Sunca. Sama površina solarnog parka je prema podacima iz 2012. godine iznosila oko 2.000 hektara, a danas, 2014. se površina povećala.

## Solarni parkBitta
Bitta solarni park snage 40 MW smješten je u zapadnom dijelu pokrajine Gudžarat, pored mjesta Bitta. Dovršen 2012. godine, bio je najveći park u Indiji. Površina parka iznosi oko 140 hektara. Park sadrži preko 400.000 panela izrađenih iz amorfijevog silikona kao tanke filmske fotonaponske ploče. Cijena je iznosila oko 65 milijuna USD. Početak gradnje parka je bio 5. siječnja, radovi su trajali 150 dana. U budućnosti se planira izgraditi solarni park snage i do 100 MW.

## Solarni kanali u Gudžaratu
Gandhinagar, 05. siječnja 2014. - Indijska država Gujarat odlučila je iskoristiti 19.000 kilometara dugu mrežu kanala za navodnjavanje u svrhu proizvodnje električne energije uz pomoć obnovljivih izvora. Pilot projekt trebao bi godišnje proizvoditi 16 milijuna Kwh čiste električne energije te spriječiti ispravanje čak 9 milijuna litara vode. Koncept je vrlo zanimljiv za ovu zemlju jer istovremeno osigurava energetsku i vodnu sigurnost.
Dodatnu cjenovnu opravdanost projekta pruža i relativno malo korištenje obradivih površina jer će buduće solarne elektrane pokrivati kanale te stoga vlada neće morati potrošiti velike količine novaca na osiguravanje osnovne infastrukture te otkup zemljišta u svrhu proizvodnje čiste energije. 
Danas Gudžarat ima oko 458 kilometara otvorenog glavnog kanala, te 19.000 kilometara kanala i povezanih kanalskih sustava. Osim toga, u planu je izgradnja novih sustava kanala kojima bi se postojeća mreža povećala na čak 85.000 kilometara kanala. Vlada države Gudžarat procjenjuje kako bi se s iskorištavanjem samo 10% dostupne mreže kanala moglo instalirati čak 2.200 MW fotonaponskih panela te spriječiti ispravanje čak 20 milijardi litara vode uz konzervaciju obradivih površina zemljišta od čak 11.000 hekatara.